# Bernat Fiol Jaume
Bernat Fiol Jaume (Porreres, Mallorca, 1778 — Palma, Mallorca, 1818). Metge frenòleg.
Fill de Gabriel Fiol i Coloma Jaume. Estudià Filosofia a Ciutat amb el pare Pasqual del convent trinitari del Sant Esperit i, més tard, accedí als estudis de medicina. La carrera de medicina la va fer a Barcelona, on va tenir per mestre Antoni Cibat, amb qui col·laborà en la publicació de l'obra Elementos de Física Experimental. Es va especialitzar-se en frenologia quan aquesta especialitat mèdica tot just començava a estudiar-se a Europa. Es doctorà a Barcelona el 1806. Retornat a Mallorca, la seva casa de Ciutat fou el punt de reunió amb els seus amics, entre els quals hi havia el comte d'Aiamans, el marquès de la Bastida, el Dr. Arabí, els canonges Joan Muntaner Garcia i Josep Amengual, etc. Publicà a El Europeo (1824) fragments de la seva obra Tratado de anatomía, que, igualment com el seu Tratado de Fisiología pictórica i altres obres mèdiques, restà inèdita. Entre els seus deixebles comptà amb persones de gran consideració com Tries i Frau. Això no obstant, va ser víctima d'enveges i acusacions. Va entrar en conflicte amb la Inquisició degut, sobretot, a les seves opinions de caràcter religiós. El 1806 se li va obrir un procés per les seves opinions religioses i per haver posseït i deixat llibres prohibits, entre d'altres amb obres de Voltaire. El 7 de març de 1807 se'l condemnà a presó amb embargament dels seus bens. Les seves inquietuds intel·lectuals, emmarcades dins l'esperit de la Il·lustració, el feren objecte de la intransigència de l'època. Va morir a Ciutat el 18 d'agost de 1818.

## Obra
- Tratado de los músculos de la cara en general.
- División de los músculos de la cara y en particular de los pertenecientes a la vida interior y nutritiva.
- De los músculos de la cara pertenecientes a la vida exterior moral e intelectual y particularmente el músculo cutáneo.
- Sobre los músculos de la frente y pàrpados.
- Sobre los músculos de la nariz.
- Sobre los músculos de los labios.
- Análisis química de las aguas termales de la villa de Campos.
- Memoria sobre el escorbuto, causas que producen esta enfermedad, método preservativo y curativo de la misma.
- Tratado de Anatomía.
- Memoria sobre la calentura amarilla que sufrió la ciudad de Barcelona en el año 1804.

D'altra banda, manifestà interès per les arts i fou autor de:
- Tratado de Bellas Artes.
- Fisiología pictórica que s'inserí en el tom primer de El Europeo, setmanari que es publicava a Barcelona. Aquesta obra la dedicà a Adrià Ferran, que havia pintat un quadre del doctor Fiol.